# Спосіб (патентознавство)
Спосіб — один з основних видів винаходу. Відмінні ознаки способу як винаходу:
- перелік операцій технологічного чи інш. процесу;
- порядок слідування операцій;
- режимні параметри операцій.

Інші різновиди винаходу: пристрій, штам, сполука, застосування пристроїв за новим раніше невідомим призначенням.
У прикладних науках розрізняють такі головні способи: способи видобутку і збагачення корисної копалини; способи переробки сировини; способи монтажу, збирання і установки обладнання, устаткування, способи вимірювання, випробовування і контролю готовності, надійності, відповідності заданим параметрам установок, пристроїв, процесів, явищ; способи автоматичного регулювання машинами та механізмами при видобутку, транспортуванні; способи рекультивації і переробки відходів промисловості; способи впливу на природні процеси та явища з метою надати їм корисного спрямування – напр., способи закріплення ґрунту тощо; способи профілактики, діагностики та лікування професійних захворювань.  